# Distretto di Ūlytau
Il distretto di Ūlytau (in kazako: Ұлытау ауданы) è un distretto (audan) del Kazakistan con capoluogo Ūlytau.